# براد أوين
براد أوين (بالإنجليزية: Brad Owen)‏ هو سياسي أمريكي، ولد في 23 مايو 1950 في تاكوما في الولايات المتحدة. حزبياً، نشط في الحزب الديمقراطي. وقد انتخب عضو مجلس نواب واشنطن.